# Zara Zetterqvist
Zara Maria Zetterqvist, född 13 september 1980 i Huddinge församling, är en svensk skådespelare. Hon medverkade i bland annat i såpoperorna Tre Kronor och Hotel Seger. Hon spelade även Petra i långfilmen Drömkåken.
Zara Zetterqvist har även arbetat som kustbevakare, och år 2006 medverkade hon i TV-dokumentärserien Kustbevakarna som skildrade Kustbevakningen i Stockholms skärgård. År 2007 spelade hon civilpolisen Tanya Pihlfors i långfilmen Gangster.
Hon är dotterdotter till professorerna Rolf Zetterström och Birgitta Zetterström-Karpe.

## Filmografi i urval
- Gull-Pian (1988)
- Jungfruresan (1988)
- 1939 (1989)
- Drömkåken (1993)
- Tre Kronor (1994)
- 9 millimeter (1997)
- Slutspel (1997)
- Sex, lögner & videovåld (2000)
- Gangster (2007)